# Daniel Isaac Axelrod
Daniel Isaac Axelrod (Nova Iorque, 16 de julho de 1910 — Davis, 2 de junho de 1998) foi um paleoecologista estadunidense especializado em flora terciária da cordilheira Americana, em particular com a correlação de evidências fósseis de floras específicas com indicadores de alterações climáticas.

## Biografia
Axelrod era o mais velho de cinco filhos de imigrantes russos. Ele cresceu em Guam e em Honolulu e mudou-se aos 14 anos com a sua família para Oakland. Recebeu o seu A.B. em botânica e o seu M.A e Ph.D em paleobotânica na Universidade da Califórnia em Berkeley. Serviu no Exército dos Estados Unidos durante a Segunda Guerra Mundial, onde realizou análises estratégicas de fotografias aéreas do terreno. Após a guerra, ele foi contratado como professor assistente de geologia na Universidade da Califórnia em Los Angeles (UCLA). Ele eventualmente tornou-se um professor completo de geologia e botânica na UCLA antes de se mudar para a Universidade da Califórnia em Davis (UCD) como professor de paleoecologia no final de sua carreira. Tornou-se professor emérito da UCD em 1976. Ele foi eleito membro da Academia de Artes e Ciências dos Estados Unidos em 1981. Axelrod morreu inesperadamente em 1998, vítima de um ataque cardíaco na sua casa aos 87 anos.
As suas coleções de floras do tipo fóssil estão alojadas no Museu de Paleontologia da Universidade da Califórnia.

## Legado
Algumas espécies de plantas foram nomeadas em sua homenagem, incluindo:
- Cryptocoryne axelrodii Rataj[6]
- Tarigidia axelrodii A.S.Vega & Rúgolo[7]